# Emilio Ángel Fenoll Mora
Emilio Ángel Fenoll Mora (Torrent, 2 d'agost de 1964) és un exfutbolista professional valencià, que ocupava la posició de davanter.

## Trajectòria
Després de passar pel Mestalla, hi debuta amb el primer equip valencianista a la campanya 85/86, en la qual apareix en sis partits. Eixe any el València baixa a Segona Divisió, i a la categoria d'argent es consolida al València, amb cinc gols en 24 partits.
El València recupera de seguida la màxima divisió, i a la campanya de retorn, la 87/88, el davanter de Torrent és titular, amb 30 partits. A partir d'ací, les següents temporades són força irregulars, alternant la titularitat amb la suplència. A la 89/90 hi marca sis gols en 27 partits, la meitat de suplent.
L'estiu de 1992 fitxa pel Real Burgos, on tampoc és titular. Amb els castellans encadena dos descensos que el duen de Primera a Segona B i a la posterior desaparició de l'equip. En total, Fenoll hi va sumar 107 partits i 13 gols a primera divisió.